# Jaya (cantante)
María Luisa Ramsey (21 de marzo de 1969, Manila), conocida artísticamente como Jaya, es una cantante filipina, hija de la cantante y comediante Elizabeth Ramsey, de ascendencia afro-jamaiquino y española. Su carrera artística empezó a partir de 1989 donde ha batido un gran récord en el mercado estadounidense, donde se convirtió en el primer artista filipino en ingresar en el Billboard Hot 100 con la canción "If You Leave Me Now" logrando a alcanzar el número 44. Además ha residido en Florida (EE. UU.) y la han asimilado con su compatriota, la cantante Pilita Corrales, sobre todo por el estilo de su voz y está considerada en su país como la quinta artista femenina más vendedora de todos los tiempos.

## Discografía
- Jaya (US Album 1989)
- Jaya (Philippine Album 1996) (Octuple Platinum Record)
- In The Raw (Quadruple Platinum Record) (1997)
- Kung Kailan Pasko (Gold Record) (1998)
- A Love Album (Japan Released)
- Honesty (Gold Record) (1999)
- Five: Greatest Hits (Platinum Record) (2000)
- Unleashed (2001)
- Fall In Love Again (2005)
- Cool Change (Double Platinum Record) {2007}

## Singles
Jaya (1989)
- "If You Leave Me Now" (US #44)

Jaya (1996)
- "Where Do We Go From Here"
- "Laging Naro'n Ka"
- "Hanggang Ngayo'y Mahal"
- "Sometimes you Just Know"
- "Dahil Tanging Ikaw"

In The Raw (1997)
- "Dahil Ba Sa Kanya"
- "Wala Na Bang Pag-ibig"
- "I Won't Let You Go Again"
- "I Still Believe In Love"
- "Sana Maulit Muli"

Kung Kailan Pasko (1998)
- "Give Love on Christmas Day"
- "O Holy Night"

Honesty (1999)
- "Honesty"
- "Mula Sa Puso"
- "Dito Sa Puso Ko"

Five: Greatest Hits (2000)
- "Ikaw Lamang" with Janno Gibbs
- "Habang May Buhay" with Regine Velásquez

Unleashed (2001)
- "Love Hurts"
- "Umasa Nang Labis"

Fall In Love Again (2005)
- "Ako'y Sa'yo"
- "I Just Fall In love Again"
- "Di Na Ba Kita Mapipigilan"

Cool Change (2007)
- "Is It Over?"
- "Just Once"
- "Points of View" duet with Regine Velásquez

## Artistas relacionados
- Regine Velásquez
- Lani Misalucha
- Pops Fernández
- Zsa Zsa Padilla
- Kuh Ledesma
- Janno Gibbs
- Ogie Alcasid
- Gary Valenciano
- Martín Nievera